# بروتوكول عديم الحالة
في الحاسوب، بروتوكول عديم الحالة (بالإنجليزية: Stateless Protocol)‏ هو بروتوكول اتصالات يعامل كل طلب معاملة مستقلة بحيث لا يكون للطلب علاقة بالطلبات السابقة وتتكون الاتصالات من ازواج مستقلة طلباتها وردودها. لا يتطلب بروتوكول عديم الحالة أن يحتفظ الخادم بمعلومات الجلسة أو حالة كل شريك اتصال خلال مدة الطلبات المتعددة.
مثال على بروتوكول عديم الحالة هو بروتوكول ناقل النص التشعبي (HTTP) وهو أساس اتصال البيانات في شبكة الويب العالمية.

## المزايا والعيوب
تصميم البروتوكول يسهل تصميم الخادم إذ لا حاجة إلى
```
تخصيص المخزون بشكل دينميكي للتعامل مع المحادثات المتطورة. إذا انقطع العميل (client ) في منتصف العملية، لا يكون أي جزء من النظام مسؤولا عن تنظيف الحالة الراهنة 
للخادم
.
```

أما عيب البروتوكول فهو ضرورة تضمين معلومات إضافية في كل طلب، وهي تحتاج إلى تفسير من قبل الخادم.

## أمثلة
يعتبر HTTP مثالا على بروتوكول عديم الحالة. يوفر البروتوكول وسيلة لتخزين بيانات المستخدم بين الطلبات. كعملية تخطي، تطبق خوادم HTTP طرق مختلفة لإدارة الجلسات، وذلك باستخدام معرف فريد يوضع في كوكي (cookie ) أو عامل ما (parameter)، يسمح للخادم بتعقب العميل منشئ الطلبات.
وتقيض ذلك خوادم الـ بروتوكول نقل الملفات التقليدية (FTP) إذ تجري جلسة تفاعلية مع المستخدم، يعطى المستخدم خلالها وسيلة لتوثيق الاتصال وتحديد متغيرات عديدة (المسار النشط (working directory)، حالة النقل (transfer mode))، تحفظ جميعها على الخادم كجزء من حالة المستخدم.